# Sława EP
Sława – EP zespołu Ścianka, wydana w 2001 roku. Płyta zawiera cztery covery piosenek z repertuaru Sławy Przybylskiej, Deep Purple, Lou Reeda i The Beatles. Teledysk do „Już nigdy (Tango)” w reżyserii Rafała Paradowskiego zdobył nagrodę 10. Festiwalu Yach Film w kategorii „inna energia”.

## Historia płyty
„Już nigdy (Tango)”
„Zaczęliśmy grać ten utwór na koncertach trzy lata temu. Prowokacyjnie, gdyż zaczynało się robić za bardzo kultowo i chcieliśmy podstawić publiczności pod nos tango i zobaczyć, jak ludzie zareagują. Sława jest jedną z tych wokalistek, których słuchałem w dzieciństwie. Z jednej strony jest więc to prowokacja, z drugiej szczere, pozytywne podejście do pięknej piosenki. Nagraliśmy ją w brzmieniu późnych lat 40.”
„Smoke on the Water”
Maciej Cieślak w jednym z wywiadów stwierdził: „Utwór Deep Purple nagraliśmy w takiej wersji, by udowodnić, że rock się skompromitował. Natomiast kwestia tej kompromitacji polega tylko na podejściu do zagadnienia grania rockowego. Można to robić tak, żeby to nie było kompromitujące, rezygnując z kwestii związanych z białymi kowbojkami i przeróżnymi akcesoriami. Mówię tutaj przenośnie o treści w muzyce”. W innym przyznał: „Dziś Deep Purple to dla mnie debilizm i postanowiliśmy przełożyć ten utwór na język współczesnego debilizmu, czyli muzyki dance. W tle słychać odgłosy z flipperów stojących w naszym studiu nagraniowym.”
„Ocean”
„«Ocean» to utwór mało znany, którego poza Velvet Underground nie grał chyba nikt inny. Na naszym singlu jest trójmiejska wersja z odgłosami Bałtyku w tle.”
„Tomorrow Never Knows”
„Tak jak Sławę, gramy tę kompozycję na koncertach od 3 lat. To świetny utwór, bardziej psychodeliczny niż piosenkowy, więc pozostawia dużą otwartość interpretacyjną. Nagraliśmy go tak, jak na koncercie, tyle że bez publiczności”.

## Spis utworów
1. „Już nigdy (tango)” – 3:20 (J. Petersburski/A. Włast)
2. „Smoke on the Water” – 2:46 (Deep Purple)
3. „Ocean” – 5:07 (L. Reed)
4. „Tomorrow Never Knows” – 9:42 (J. Lennon)

## Twórcy
Zespół Ścianka w składzie:
- Maciej Cieślak
- Jacek Lachowicz
- Arkady Kowalczyk
- Andrzej Koczan

oraz:
- Jacek Gawłowski, studio Q-Sound – remastering
- Sławekjurek – projekt okładki
- Marek Karewicz – zdjęcie na okładce.